# Леверье, Урбен
Урбе́н Жан Жозе́ф Леверье́ (фр. Urbain Jean Joseph Le Verrier; 11 марта 1811, Сен-Ло — 23 сентября 1877, Париж) — французский математик, занимавшийся небесной механикой, бо́льшую часть своей жизни проработавший в Парижской обсерватории.
Его наиболее известным достижением является предсказание существования планеты Нептун, сделанное с помощью математического анализа астрономических наблюдений. По предложению Франсуа Араго он выполнил вычисления для объяснения несоответствий между наблюдаемой орбитой Урана и той, которая должна быть согласно законам Кеплера и Ньютона.
Член Парижской академии наук (1846), иностранный член Лондонского королевского общества (1847), иностранный член-корреспондент Петербургской академии наук (1848).

## Биография
Леверье родился в 1811 году в Сен-Ло, департамента Манш на северо-западе Франции. Первоначальное образование он получил в гимназии своего родного города, затем перешёл в Кайенскую Политехническую школу, где должен был завершить своё школьное образование. Однако это ему не удалось, так как он не выдержал выпускного экзамена. Леверье перешёл в Коллеж Людовика Великого в Париже, где окончил курс с первой наградой по математике. После этого он некоторое время посещал Политехническую школу, но вскоре оставил её и перешёл на платное место инженера в Парижском акцизном управлении (Administration des Tabacs). Это спокойное и обеспеченное место было не по нраву двадцатидвухлетнему Леверье. Не пробыв в Управлении и двух лет, он вернулся к науке и начал преподавать в Коллеже Станислава.
В часы досуга, которого у него было довольно много, он занимался химией и, кроме того, производил астрономические вычисления, точной обработкой которых он привлёк к себе внимание Араго и снискал его дружбу. В 1836 году Леверье опубликовал свой первый труд: «Memoires sure le phosphor»; скоро, однако, его химические изыскания отступили на второй план, так как он увлёкся астрономией. В 1837 году он вернулся в Политехническую школу на должность ассистента кафедры астрономии. Его первая астрономическая работа — «Исследования о вековых возмущениях планетных путей» появилась в 1839 году. В ней он впервые указал пределы изменения элементов планетных орбит и дал таблицы элементов на промежуток в 200 000 лет. После этого, по приглашению Араго, Леверье поступил в Парижскую обсерваторию астрономом, где продолжил углублять свои астрономические познания. Через несколько лет он опубликовал свои первые вычисления о прохождении Меркурия на фоне Солнца 8 мая 1845 года и о траектории кометы Фая (22 ноября 1843 года).

## Открытие Нептуна
В то время астрономов всего мира весьма сильно занимал вопрос о возмущениях планетной орбиты Урана. Уже Бувар в 1821 году высказал взгляд, «что не все наблюдения, относящиеся к Урану, могут быть представлены посредством одной и той же системы элементов», и в 1834 году он высказал предположения, что аномалии могут быть объяснены, если допустить более крупную возмущающую планету. Бувар пытался также вычислить орбиту этой предполагаемой планеты, но его методы оказались недостаточными. «Неизвестный нарушитель мира во вселенной» вызвал интересную переписку между главными астрономами того времени Бесселем, Араго, Гершелем и Эйри. К сожалению, не все одинаково признавали важное значение этого теоретического открытия, и именно Эйри встретил его очень холодно, так как «всё это казалось ему недостаточно выясненным».
Вопрос о планете привлёк к себе внимание ещё и благодаря Гёттингенской академии наук, которая в 1842 году объявила премию за работу: «Дать новую обработку теории движении Урана, удовлетворяющую современным научным требованиям, и с достаточной полнотой изложить основные моменты». Премия составляла пятьдесят дукатов, сумму, довольно большую для того времени. Но для этой премии не нашлось ни одного соискателя.
Однако задача вновь привлекла к себе живой интерес влиятельнейших астрономов того времени. Араго, который считал Леверье наиболее способным математиком, настоял, чтобы он использовал свой талант для решения этой задачи. Таким образом, Леверье занялся вычислением этой неизвестной планетной орбиты. Одновременно с ним Адамс (немного моложе Леверье, впоследствии профессор и директор обсерватории в Кембридже) постарался решить эту же самую задачу. Случилось так, что оба учёных почти одновременно получили решение. Позже это вызвало в учёном мире неприятный спор о приоритетах. Дело в том, что Адамс уже в 1845 году представил в Кембриджскую обсерваторию свои вычисления, начатые им по его словам ещё в 1843 году. Затем спустя несколько месяцев последовали работы Эйри, который тем временем изменил своё первоначальное отношение к вопросу (вычисления Адамса опубликованы были лишь в 1847 и 1851 годах). Основываясь на работах этих двух английских учёных, кембриджский профессор Чэллис (Challis) разыскивал планету. По утверждению английских учёных, он и нашёл её, но «за отсутствием достаточно подробной карты этой части небесного свода, он не мог сейчас же распознать её».
Тем временем Леверье в 1845 и 1846 годах представил в Парижскую академию наук вычисления и установил предполагаемые элементы орбиты возмущающего тела. Эта работа была озаглавлена «Recherches sur les mouvements de la planete Herchel dite Uranus». Один экземпляр этой работы Леверье сразу же послал в Берлин астроному Иоганну Галле, который был тогда адъюнктом и наблюдателем в Берлинской обсерватории и имел в своём распоряжении хорошие звёздные карты. Галле, получив письмо от Леверье 23 сентября 1846 года, немедленно начал наблюдения и в ту же ночь нашёл неизвестную планету, возмущающую движение Урана, весьма близко от места, указанного Леверье.
Леверье и Галле прославились на весь мир, между тем как Адамс и Чэллис долгое время оставались в неизвестности. Лишь позже было признано их участие в поисках Нептуна, но вначале все почести достались на долю Леверье. Сначала Араго предложил по принятому обычаю окрестить найденную планету именем «Леверье», но против этого высказался целый ряд учёных — главным образом, английские астрономы, к которым присоединил свой голос и Струве. Благодаря этому планета получила другое имя, а именно Нептун. Галле, со своей стороны, желал назвать планету «Янус», но Леверье отклонил это имя, мотивируя это следующим замечанием: «имя Янус указывало бы, что эта планета есть последняя в Солнечной системе, но мы не имеем основания так думать».
После открытия Нептуна Леверье начал исследовать отклонения орбиты Меркурия, вызванные, по его мнению, другой планетой, которой он дал название Вулкан. Это спровоцировало целую волну ложных обнаружений, которые продолжались до 1915 года, когда Эйнштейн объяснил данную аномалию с помощью своей теории относительности.
Также Леверье занимался вычислениями кометы Лекселя (1770) и других небесных тел. По его настояниям во Франции учреждена сеть метеорологических станций.

## Признание
Французское правительство назначило Леверье профессором небесной механики в «Faculte des Sciences», а Парижская Академия наук включила его в число своих членов; Людовик Филипп и прусский король пожаловали его почётными отличиями. После смерти Бувара и Араго Леверье был избран (1854) пожизненным директором Парижской обсерватории: этот пост он занимал до самой смерти, если не считать короткого перерыва во время осады Парижа и господства коммуны (1870—1872). Департамент Манш ещё в 1849 году избрал его своим депутатом. В зале Академии правительство поставило бюст Леверье на «вечные времена». Людовик Наполеон сразу же по вступлении на престол пожаловал учёному титул сенатора. Леверье был награждён Золотой медалью Королевского астрономического общества в 1868 году и снова в 1876 году.
В 1855 г. Леверье организовал оперативный сбор метеорологических данных во Франции по телеграфу для прогноза погоды.
В 1859 году Леверье на основе 40-летних наблюдений Парижской обсерватории разработал теорию движения Меркурия и обнаружил, что смещение перигелия этой планеты происходит немного быстрее, чем предсказывает небесная механика. Леверье посчитал эту аномалию признаком наличия вблизи Солнца неизвестной планеты, но попытки обнаружить её были безуспешны. Впоследствии это смещение оказалось веским аргументом в пользу замены ньютоновской теории тяготения на Общую теорию относительности Эйнштейна.
Главнейшие сочинения Леверье собраны в основанных им «Annales de l’Observatoire de Paris», которых он успел издать 14 т. «Мемуаров» (1855—1876), помимо «Наблюдений»; последних издано 22 т. (1858—1867).
Урбен Леверье скончался в Париже 23 сентября 1877 года. Похоронен на кладбище Монпарнас.
В саду Парижской обсерватории поставлен памятник Леверье. Его именем названы:
- - Кратер на Луне
  - Кратер на Марсе
  - Одно из колец Нептуна
  - Астероид (1997) Леверье.

У Афанасия Фета есть стихотворение «Нептуну Леверрье» (1847).